# Elżbieta Penderecka
Elżbieta Ludwika Penderecka z domu Solecka (ur. 1947 w Krakowie) – polska działaczka kulturalna, inicjatorka festiwali muzycznych, członkini władz międzynarodowych fundacji muzycznych.

## Życiorys

### Życie prywatne
Elżbieta Solecka jest absolwentką X Liceum Ogólnokształcącego w Krakowie. Po maturze studiowała fizykę na Uniwersytecie Jagiellońskim w Krakowie. 19 grudnia 1965 zawarła związek małżeński z Krzysztofem Pendereckim. Z małżonkiem doczekała się dwójki dzieci: Łukasza (ur. 1966, absolwenta czterech kierunków studiów, praktykującego jako psychiatra) oraz Dominiki (ur. 1971, absolwentki filologii włoskiej).

### Działalność zawodowa i społeczna
Od połowy lat 60. prowadziła sekretariat Krzysztofa Pendereckiego. W 1990 założyła i do 1995 kierowała pierwszą prywatną agencją kulturalną Heritage Promotion of Music and Art. Od 1992 pomagała mężowi w organizacji Festiwalu im. Pablo Casalsa w San Juan w Portoryko (Krzysztof Penderecki był dyrektorem artystycznym tego festiwalu w latach 1992–2002). Elżbieta Penderecka zasiadała w radach nadzorczych kilku organizacji kulturalnych, była współzałożycielką Europejskiej Fundacji Mozartowskiej. Przyczyniła się do powstania orkiestry kameralnej Sinfonietta Cracovia, stanowiącej oficjalną orkiestrę Stołecznego Królewskiego Miasta Krakowa. W 1997 zorganizowała wraz z Centrum Sztuki „Studio” koncert charytatywny na rzecz powodzian z udziałem Sinfonii Varsovii, Yehudiego Menuhina, Chóru Filharmonii Narodowej oraz solistów (w tym Ewy Pobłockiej). W tym samym roku zainicjowała cykl „Koncerty Wielkich Mistrzów – Elżbieta Penderecka zaprasza”, prezentując takich artystów jak Mstisław Rostropowicz, Jessye Norman czy Simon Estes. W latach 1996–2000 była przewodniczącą rady programowej Festiwalu Kraków 2000 – Europejskie Miasto Kultury, a w 1998 dyrektorem artystycznym Festiwalu Krzysztofa Pendereckiego. W 1997 zorganizowała pierwszy Wielkanocny Festiwal Ludwiga van Beethovena, który przez pierwsze siedem lat odbywał się w Krakowie, a w 2004 został przeniesiony do Warszawy.
W 2003 objęła funkcję prezesa Stowarzyszenia im. Ludwiga van Beethovena. Została także dyrektorem generalnym festiwalu pianistycznego, zapoczątkowanego w 2004 w Warszawie i stanowiącego kontynuację festiwalu „Mistrzowie fortepianu – wielkie talenty”. W 2005 zainicjowała powstanie Orkiestry Akademii Beethovenowskiej, złożonej z najzdolniejszych studentów i absolwentów Akademii Muzycznej w Krakowie.
W 2005 weszła w skład komitetu honorowego poparcia Lecha Kaczyńskiego jako kandydata na urząd prezydenta RP. W 2010 i w 2015 zaangażowała się w kampanię Bronisława Komorowskiego, przystępując do jego komitetu poparcia.

## Odznaczenia i wyróżnienia
Ordery i odznaczenia
- Krzyż Komandorski z Gwiazdą Orderu Odrodzenia Polski – Polska (2023)[8][9]
- Krzyż Kawalerski Orderu Białej Róży Finlandii – Finlandia (2023)[10]
- Krzyż Oficerski Orderu Odrodzenia Polski – Polska (2012)[11]
- Krzyż Zasługi na Wstędze Orderu Zasługi Republiki Federalnej Niemiec – Niemcy (2012)[12]
- Krzyż z Gwiazdą Orderu Pro Merito Melitensi  – Zakon Maltański (2011)
- Srebrny Medal „Zasłużony Kulturze Gloria Artis” – Polska (2011)[13]
- Odznaka Honorowa „Bene Merito” – Polska (2010)[14]
- Krzyż Kawalerski Orderu Bernardo O’Higginsa – Chile (2008)[15]
- Krzyż Komandorski Orderu Gwiazdy Solidarności Włoskiej – Włochy (2006)[16]
- Krzyż Oficerski Orderu „Za zasługi dla Litwy” – Litwa (2006)[17]
- Złota Odznaka Honorowa za Zasługi dla Republiki Austrii – Austria (2003)[18]
- Krzyż Kawalerski Orderu Odrodzenia Polski – Polska (1996)[19]

Nagrody i wyróżnienia
- Tytuł honorowego obywatela Zabrza – 2022[20]
- Paszport „Polityki” 2012 w kategorii kreator kultury (wraz z mężem Krzysztofem Pendereckim) – 2013[21]
- Złoty Medal Kraków 2000 – 2003
- Europejska Nagroda Kultury – 2002
- Nagroda Tytana Tytanów na festiwalu Crackfilm za działania na rzecz promocji wizerunku Polski w świecie – 2002
- Medal im. prof. Juliana Aleksandrowicza – 2000
- Medal 40-lecia Programu Fulbrighta w Polsce – 1999
- Honorowa Odznaka „Za zasługi dla województwa krakowskiego” – 1998[22]
- Złota Statuetka Business Centre Club – 1998
- Nagroda Pro Musica Viva za znaczący wkład i osiągnięcia w polskim i międzynarodowym życiu muzycznym – 1997